# Leichtathletik-Weltmeisterschaften der Behinderten 2019/Teilnehmer (Schweiz)
| stlisierte Goldmedaille | stlisierte Silbermedaille | stlisierte Bronzemedaille |
| ----------------------- | ------------------------- | ------------------------- |
| 1                       | 3                         | 1                         |

Von Swiss Paralympic, dem Schweizerischen Paralympischen Komitee, wurde eine aus 10 Sportlern und Sportlerinnen bestehende Mannschaft zu den Leichtathletik-Weltmeisterschaften der Behinderten 2019 entsandt, darunter die beiden WM-Debütanten Sofia Gonzalez und Fabian Blum.
Mannschaftsführer war Marcel Hug.

## Ergebnisse
Wegen des Anlaufs wurde der Weitsprung von 'F' nach 'T' umklassifiziert.

### Frauen
| Athletinnen         | Wettbewerb               | Vorlauf / Vorkampf | Vorlauf / Vorkampf | Halbfinale   | Halbfinale | Finale             | Finale |
| Athletinnen         | Wettbewerb               | Zeit / Weite       | Rang               | Zeit / Weite | Rang       | Zeit / Weite       | Rang   |
| ------------------- | ------------------------ | ------------------ | ------------------ | ------------ | ---------- | ------------------ | ------ |
| Sofia Gonzalez      | 100 m T63                | –                  | –                  | –            | –          | 16,37 s PB         | 5      |
| Abassia Rahmani     | 100 m T64                | 13,69 s PB         | 12                 | –            | –          | nicht qualifiziert | 12     |
| Alexandra Helbling  | 100 m Rennrollstuhl T54  | 17,56 s            | 8                  | –            | –          | 17,61 s            | 8      |
| Catherine Debrunner | 400 m Rennrollstuhl T53  | 55,49 s PB         | 1                  | –            | –          | 56,74 s            |        |
| Alexandra Helbling  | 400 m Rennrollstuhl T54  | 58,62 s            | 8                  | –            | –          | 59,68 s            | 8      |
| Catherine Debrunner | 800 m Rennrollstuhl T53  | –                  | –                  | –            | –          | 1:53,19 min        |        |
| Alexandra Helbling  | 800 m Rennrollstuhl T54  | –                  | –                  | –            | –          | 2:01,94 min        | 7      |
| Catherine Debrunner | 1500 m Rennrollstuhl T54 | 3:28,15 min        | 2                  | –            | –          | 3:35,85 min        | 5      |
| Patricia Eachus     | 1500 m Rennrollstuhl T54 | 3:44,68 min        | 10                 | –            | –          | 3:39,80 min        | 10     |
| Patricia Eachus     | 5000 m Rennrollstuhl T54 | –                  | –                  | –            | –          | 12:16,25 min       | 6      |
| Sofia Gonzalez      | Weitsprung T63           | –                  | –                  | –            | –          | 3,60 m PB          | 9      |

### Männer
| Athleten        | Wettbewerb               | Vorlauf / Vorkampf | Vorlauf / Vorkampf | Halbfinale   | Halbfinale | Finale             | Finale |
| Athleten        | Wettbewerb               | Zeit / Weite       | Rang               | Zeit / Weite | Rang       | Zeit / Weite       | Rang   |
| --------------- | ------------------------ | ------------------ | ------------------ | ------------ | ---------- | ------------------ | ------ |
| Philipp Handler | 100 m T13                | 11,28 s            | 9                  | –            | –          | nicht qualifiziert | 9      |
| Bojan Mitic     | 100 m Rennrollstuhl T34  | 16,06 s SB         | 6                  | –            | –          | 16,63 s            | 8      |
| Fabian Blum     | 100 m Rennrollstuhl T52  | 18,31 s            | 10                 | –            | –          | nicht qualifiziert | 10     |
| Beat Bösch      | 100 m Rennrollstuhl T52  | 17,70 s            | 6                  | –            | –          | 17,95 s            | 8      |
| Bojan Mitic     | 400 m Rennrollstuhl T34  | 55,38 s            | 10                 | –            | –          | nicht qualifiziert | 10     |
| Fabian Blum     | 400 m Rennrollstuhl T52  | Spurverletzung     | DSQ                | –            | –          | –                  | –      |
| Beat Bösch      | 400 m Rennrollstuhl T52  | 1:05,83 min        | 11                 | –            | –          | nicht qualifiziert | 11     |
| Bojan Mitic     | 800 m Rennrollstuhl T34  | 1:49,23 min        | 5                  | –            | –          | 1:48,76 min        | 8      |
| Marcel Hug      | 800 m Rennrollstuhl T54  | 1:37,54 min        | 6                  | –            | –          | 1:32,89 min        |        |
| Fabian Blum     | 1500 m Rennrollstuhl T52 | –                  | –                  | –            | –          | 5:00,45 min        | 8      |
| Marcel Hug      | 1500 m Rennrollstuhl T54 | 3:09,46 min        | 8                  | –            | –          | 3:01,26 min        |        |
| Marcel Hug      | 5000 m Rennrollstuhl T54 | 11:14,04 min       | 16                 | –            | –          | 10:33,10 min       |        |